# Francheleins
Francheleins és un municipi francès situat al departament de l'Ain i a la regió d'Alvèrnia-Roine-Alps. L'any 2007 tenia 1.165 habitants.

## Demografia

### Població
El 2007 la població de fet de Francheleins era de 1.165 persones. Hi havia 398 famílies de les quals 59 eren unipersonals (21 homes vivint sols i 38 dones vivint soles), 123 parelles sense fills, 195 parelles amb fills i 21 famílies monoparentals amb fills.
La població ha evolucionat segons el següent gràfic:
Habitants censats

### Habitatges
El 2007 hi havia 437 habitatges, 413 eren l'habitatge principal de la família, 14 eren segones residències i 11 estaven desocupats. 420 eren cases i 17 eren apartaments. Dels 413 habitatges principals, 346 estaven ocupats pels seus propietaris, 63 estaven llogats i ocupats pels llogaters i 4 estaven cedits a títol gratuït; 10 tenien dues cambres, 40 en tenien tres, 121 en tenien quatre i 242 en tenien cinc o més. 347 habitatges disposaven pel capbaix d'una plaça de pàrquing. A 135 habitatges hi havia un automòbil i a 261 n'hi havia dos o més.

### Piràmide de població
La piràmide de població per edats i sexe el 2009 era:
| Homes | Edats   | Dones |
| ----- | ------- | ----- |
| 0     | 95 o +  | 0     |
| 4     | 90 a 94 | 0     |
| 0     | 85 a 89 | 4     |
| 0     | 80 a 84 | 0     |
| 4     | 75 a 79 | 8     |
| 24    | 70 a 74 | 16    |
| 24    | 65 a 69 | 20    |
| 24    | 60 a 64 | 28    |
| 28    | 55 a 59 | 16    |
| 28    | 50 a 54 | 48    |
| 52    | 45 a 49 | 48    |
| 28    | 40 a 44 | 32    |
| 48    | 35 a 39 | 52    |
| 24    | 30 a 34 | 32    |
| 24    | 25 a 29 | 16    |
| 0     | 20 a 24 | 12    |
| 44    | 15 a 19 | 16    |
| 48    | 10 a 14 | 36    |
| 68    | 5 a 9   | 36    |
| 36    | 0 a 4   | 40    |

## Economia
El 2007 la població en edat de treballar era de 761 persones, 586 eren actives i 175 eren inactives. De les 586 persones actives 550 estaven ocupades (296 homes i 254 dones) i 36 estaven aturades (16 homes i 20 dones). De les 175 persones inactives 55 estaven jubilades, 71 estaven estudiant i 49 estaven classificades com a «altres inactius».

### Ingressos
El 2009 a Francheleins hi havia 436 unitats fiscals que integraven 1.258 persones, la mediana anual d'ingressos fiscals per persona era de 20.615 €.

### Activitats econòmiques
Dels 29 establiments que hi havia el 2007, 1 era d'una empresa de fabricació d'altres productes industrials, 8 d'empreses de construcció, 9 d'empreses de comerç i reparació d'automòbils, 1 d'una empresa d'hostatgeria i restauració, 7 d'empreses de serveis, 2 d'entitats de l'administració pública i 1 d'una empresa classificada com a «altres activitats de serveis».
Dels 7 establiments de servei als particulars que hi havia el 2009, 1 era un guixaire pintor, 2 fusteries, 2 electricistes, 1 perruqueria i 1 restaurant.
L'any 2000 a Francheleins hi havia 24 explotacions agrícoles que ocupaven un total de 630 hectàrees.

## Equipaments sanitaris i escolars
El 2009 hi havia una escola elemental.

## Poblacions properes
El següent diagrama mostra les poblacions més properes.